# Ctibor Helcelet
Ctibor Helcelet, křtěný Ctibor Jiří (27. dubna 1844 Olomouc – 17. října 1904 Vyškov) byl český politik, organizátor sokolského hnutí na Brněnsku, poslanec Moravského zemského sněmu a Říšské rady.

## Životopis
Byl synem moravského staročeského politika Jana Helceleta. Do 15. března 1866 studoval práva na Karlo-Ferdinandově univerzitě v Praze, pak přešel na Jagellonskou univerzitu v Krakově, kde promoval 27. června 1867. V letech 1867–1868 působil jako soudní praktikant v Těšíně, od 31. srpna 1868 koncipient v advokátní kanceláři Aloise Pražáka v Brně a od roku 1874 byl advokátem ve Vyškově.
Byl aktivní v sokolském hnutí, patřil mezi zakladatele brněnského Sokola. Do Sokola se zapojil již během studií v Praze a byl osobním přítelem Miroslava Tyrše.
Patřil mezi hlavní politiky Moravské národní strany Od roku 1878 zasedal jako poslanec Moravského zemského sněmu. Ve volbách roku 1891 se stal i poslancem Říšské rady (celostátní zákonodárný sbor), kde zastupoval kurii venkovských obcí, obvod Brno, Vyškov atd. Ve vídeňském parlamentu setrval do konce funkčního období sněmovny, tedy do roku 1897.

### Rodinný život
Ctibor Helcelet se 9. listopadu 1875 v Brně oženil s Aloisií (Louisou) Olivovou (1855–1932); manželé Helceletovi měli deset dětí.